# فريدون عباسي
فريدون عباسي دواني (بالفارسية: فریدون عباسی دوانی) (1377- 1446 هـ / 1958- 2025 م) عالم نووي إيراني، أستاذ الفيزياء المتخصِّص في أشعة الليزر، أصيب بجراح مع زوجته في اعتداء إسرائيلي، أمام جامعة شهيد بهشتي. عُين في شباط 2011 رئيسًا لمنظمة الطاقة الذرية الإيرانية بعد اغتيال مجيد شهرياري من جهات أجنبية في إيران. اغتِيل في 13 يونيو 2025 بالعاصمة طِهْران في غارة إسرائيلية نُفِّذت ضمن سلسلة من الضربات الجوِّية على مناطقَ مختلفة في إيران.

## النشأة والتعليم
وُلد عباسي في عبادان، إيران، في 11 يوليو 1958. حاصل على دكتوراه في فيزياء نووية.

## المسيرة المهنية
كان عباسي أستاذاً في الفيزياء النووية في جامعة شهيد بهشتي، ويُقال إنه كان عضواً في الحرس الثوري الإيراني منذ الثورة الإسلامية في إيران. ويُقال إنه أجرى أبحاثاً نووية في منظمة الطاقة الذرية الإيرانية. وقبل تعيينه رئيساً للمنظمة، كان يشغل منصب رئيس قسم الفيزياء في طهران في جامعة الإمام الحسين.
عُيّن عباسي رئيساً لمنظمة الطاقة الذرية الإيرانية من قبل رئيس إيران محمود أحمدي نجاد في 13 فبراير 2011 خلفاً لعلي أكبر صالحي. وخلال فترة رئاسته، لم تُبدِ المنظمة استعداداً للتعاون مع الوكالة الدولية للطاقة الذرية. ففي مايو 2011، تلقى عباسي رسالة من المدير العام للوكالة يوكيا أمانو، أعرب فيها عن قلق الوكالة بشأن "احتمال وجود بعد عسكري" لبرنامج إيران النووي، وشدد على أهمية توضيح هذه القضايا، مطالباً بالحصول على وصول فوري إلى المواقع والمعدات والوثائق والأشخاص المعنيين. وفي يونيو 2011، رد عباسي بشكل مراوغ، لدرجة أن المدير العام اضطر إلى تكرار طلبه للحصول على ضمانات موثوقة.
أُقيل عباسي من منصبه في 16 أغسطس 2013، وخلفه بعد ذلك صالحي.
في عام 2020، انتُخب عباسي عضواً في البرلمان الإيراني، ممثلاً عن مدينة كازرون. وبدأت ولايته في 27 مايو 2020. ومن خلال البرلمان، واصل عباسي الدفاع عن برنامج إيران النووي، واصطف إلى جانب الفصائل السياسية المتشددة الداعمة لاستراتيجيات الدفاع والتنمية العلمية في البلاد.

### المسؤوليات والخلفية التنفيذية
- وكيل شؤون الطلاب والثقافة، جامعة الشهيد بهشتي، ٢٠٠٧-٢٠١٦
- مؤسس وأمين الجمعية النووية الإيرانية، ٢٠٠٦-٢٠١٣
- رئيس قسم الفيزياء، جامعة الإمام الحسين، ٢٠٠٦-٢٠١٤
- رئيس معهد البحوث، جامعة مالك الأشتر، ٢٠٠٥-٢٠١٠
- وكيل الدراسات العليا، جامعة الإمام الحسين، ٢٠٠٧-٢٠١٠
- مدير الأقسام ومستشار مكتب شؤون الطلاب بوزارة العلوم والبحث والتكنولوجيا، ٢٠٠٧-٢٠١٠
- رئيس مركز تعليم وبحوث الفيزياء، جامعة الإمام الحسين، ٢٠٠٧-٢٠١٠
- مسؤول عن دعم حرب جهاد السازندجي في محافظة فارس، والمشاركة في عمليات مختلفة منذ بداية الحرب العراقية الإيرانية وحتى نهايتها حرب
- رئيس منظمة الطاقة الذرية في الحكومة العاشرة عام ٢٠١٠
- نائب الرئيس عام ٢٠١٠[11]

## الجدل
كان عباسي مرتبطاً بشكل منتظم ببرنامج إيران النووي. ووفقاً لتقرير صادر عن معهد العلوم والأمن الدولي يستند إلى خبير مقرّب من الوكالة الدولية للطاقة الذرية، كان عباسي أحد العلماء الرئيسيين في البرنامج النووي العسكري السري المزعوم لإيران الذي كان يرأسه محسن فخري زاده، وكان من أبرز المؤيدين للبرنامج النووي العسكري المزعوم لإيران. وأضاف هذا الخبير أن عباسي أشرف شخصياً على حساب قوة التفجير للسلاح النووي، وكذلك على العمل المتعلق بمصادر النيوترونات ذات الطاقة العالية.
ووفقاً للتقرير نفسه، كانت الوكالة الدولية للطاقة الذرية تمتلك معلومات تفيد بأن عباسي كان رئيساً لمعهد الفيزياء التطبيقية، والذي كان بمثابة امتداد لمركز أبحاث الفيزياء. وقد عملت كلتا المؤسستين كواجهات لأعمال علمية على برنامج إيران النووي.
في مقابلة أجريت معه عام 2012 مع صحيفة الحياة، أقرّ عباسي بأن إيران تعمدت تضليل الوكالة الدولية للطاقة الذرية وأجهزة الاستخبارات الغربية بشأن بعض جوانب برنامجها النووي. وقال: "أحياناً نظهر الضعف حيث لا نكون ضعفاء، وأحياناً نظهر القوة حيث لا نكون أقوياء. وقد أصبح ذلك واضحاً لاحقاً في المحادثات مع الوكالة الدولية للطاقة الذرية".

## إدراج الأمم المتحدة
أُدرج اسم عباسي "في ملحق قرار مجلس الأمن التابع للأمم المتحدة رقم 1747 الصادر في 24 مارس 2007، كشخص متورط في أنشطة إيران النووية أو الصاروخية الباليستية". ويفرض هذا القرار تجميداً للأصول ومتطلبات إخطار بالسفر. وقد وُصف عباسي بأنه "عالم بارز في وزارة الدفاع ودعم القوات المسلحة الإيرانية له صلات بمعهد الفيزياء التطبيقية، ويعمل عن كثب مع مهـبادي (الذي أدرج أيضاً في القائمة من قبل الأمم المتحدة).

## العقوبات
في ديسمبر 2012، فُرضت عقوبات على فريدون عباسي من قبل وزارة الخزانة الأمريكية. وإدراجه في مكتب مراقبة الأصول الأجنبية ضمن قائمة "المواطنين المحددين خصيصاً" بموجب برامج منع انتشار أسلحة الدمار الشامل (NPWMD) ولوائح العقوبات المالية على إيران (IFSR). وقد صدر هذا التصنيف بموجب الأمر التنفيذي 13382، الذي يستهدف الأفراد المتورطين في تطوير أو نشر أسلحة الدمار الشامل وأنظمة إيصالها. ونتيجة لذلك، جُمدت أي أصول له تحت الولاية القضائية الأمريكية، كما مُنع المواطنون الأمريكيون من إجراء أي تعاملات معه. في أكتوبر 2023، أدرج الاتحاد الأوروبي عباسي ضمن نظام العقوبات المفروض على إيران، فارضاً قيوداً على أصوله المالية وحرية تنقله.

## محاولة اغتيال
في 29 نوفمبر 2010، أُصيب عباسي ونجا بأعجوبة من محاولة اغتيال في أحد شوارع طهران، حيث قام رجل على دراجة نارية بلصق قنبلة بسيارته أثناء توجهه إلى العمل. وقد أسفرت هجمة مماثلة في اليوم ذاته عن مقتل عالم آخر، هو مجيد شهرياري، الذي كان يدرّس أيضاً في جامعة شهيد بهشتي.

## الوفاة
قُتل عباسي في 13 يونيو 2025 خلال الضربات الإسرائيلية على إيران.

## انظر ايضًا
- اغتيال العلماء النوويين الإيرانيين